# Куцулан
Куцула̀н в българските народни вярвания е името на най-опасния и кръвожаден вълк. Въпреки че това обикновено е вълкът-единак, той е приеман като водач на вълчата глутница. Представян е като голям куц вълк, но понякога и като стар човек и му се отрежда ролята на пастир на вълците. Известен е още и с имената Куцала̀н, Натлапа̀н, Клекуца̀н, Крѝвльо, Крѝвия и др.
Според поверието някога Господ дал време на вълците да ядат. Всички вълци успели да грабнат някакво животно за плячка, само един куц вълк не успял да стигне навреме и останал гладен. Спрял под едно дърво, на което имало човек, берящ плодове и поискал да го изяде. Човекът отвърнал, че това не е правилно и се допитали до Бог. Господ след като ги изслушал отсъдил, че вълкът може да изяде човека, което вълкът и сторил. Оттогава този вълк (Куцулан) е най-опасният за хората и животните.
Куцулан се нарича също и последният ден от Вълчите празници.